# John Shelley

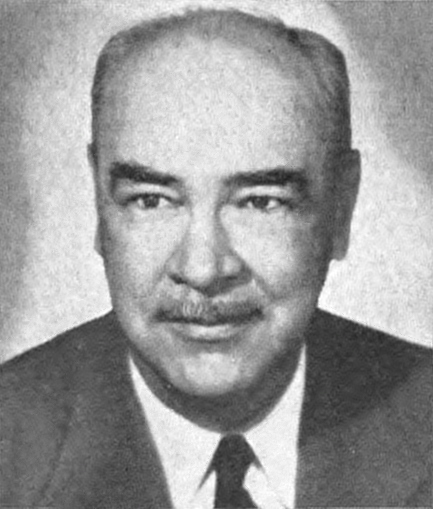
John Shelley (1955)

John Francis Shelley (* 3. September 1905 in San Francisco, Kalifornien; † 1. September 1974 ebenda) war ein US-amerikanischer Politiker. Zwischen 1949 und 1964 vertrat er den Bundesstaat Kalifornien im US-Repräsentantenhaus; von 1964 bis 1968 war er Bürgermeister von San Francisco.

## Werdegang
John Shelley besuchte die öffentlichen Schulen seiner Heimat. Nach einem anschließenden Jurastudium an der University of San Francisco und seiner 1932 erfolgten Zulassung als Rechtsanwalt begann er in diesem Beruf zu arbeiten. Während des Zweiten Weltkriegs diente er zeitweise in der Küstenwache. Politisch schloss sich Shelley der Demokratischen Partei an. Zwischen 1938 und 1946 gehörte er dem Senat von Kalifornien an. Dort führte er die demokratische Fraktion. Im Jahr 1946 kandidierte er erfolglos für das Amt des Vizegouverneurs von Kalifornien. Shelley engagierte sich auch in der Gewerkschaftsbewegung: Zwischen 1937 und 1949 war er Präsident des San Francisco Labor Councils, danach war er dessen Sekretär. In den Jahren 1947 bis 1950 leitete er die American Federation of Labor in Kalifornien. Seine gewerkschaftlichen Aktivitäten erweckten die Aufmerksamkeit von FBI-Direktor J. Edgar Hoover, der ihn überwachen ließ und als nationales Sicherheitsrisiko einstufte.
Zwischen 1940 und 1960 war Shelley Delegierter zu allen Democratic National Conventions. Nach dem Tod des Abgeordneten Richard J. Welch wurde er bei der fälligen Nachwahl für den fünften Sitz von Kalifornien als dessen Nachfolger in das US-Repräsentantenhaus in Washington, D.C. gewählt, wo er am 8. November 1949 sein neues Mandat antrat. Nach sieben Wiederwahlen konnte er bis zu seinem Rücktritt am 7. Januar 1964 im Kongress verbleiben. In diese Zeit fielen unter anderem der Koreakrieg, der Kalte Krieg, der Beginn des Vietnamkrieges und innenpolitisch die Bürgerrechtsbewegung.
John Shelleys Rücktritt erfolgte nach seiner Wahl zum Bürgermeister der Stadt San Francisco. Dieses Amt bekleidete er als Nachfolger von George Christopher zwischen dem 8. Januar 1964 und dem 8. Januar 1968. Shelley übte dieses Amt in einer Zeit schwerer innerer und sozialer Unruhen aus. Nach dem Ende seiner Amtszeit vertrat er als Anwalt die Interessen der Stadt San Francisco gegenüber der kalifornischen Staatsregierung. Er starb am 1. September 1974 in San Francisco. Sein 1955 geborener Sohn Kevin war zwischen 1997 und 2003 Abgeordneter in der California State Assembly und von 2003 bis 2005 Secretary of State in der kalifornischen Staatsregierung.